# Ponte Innoshima

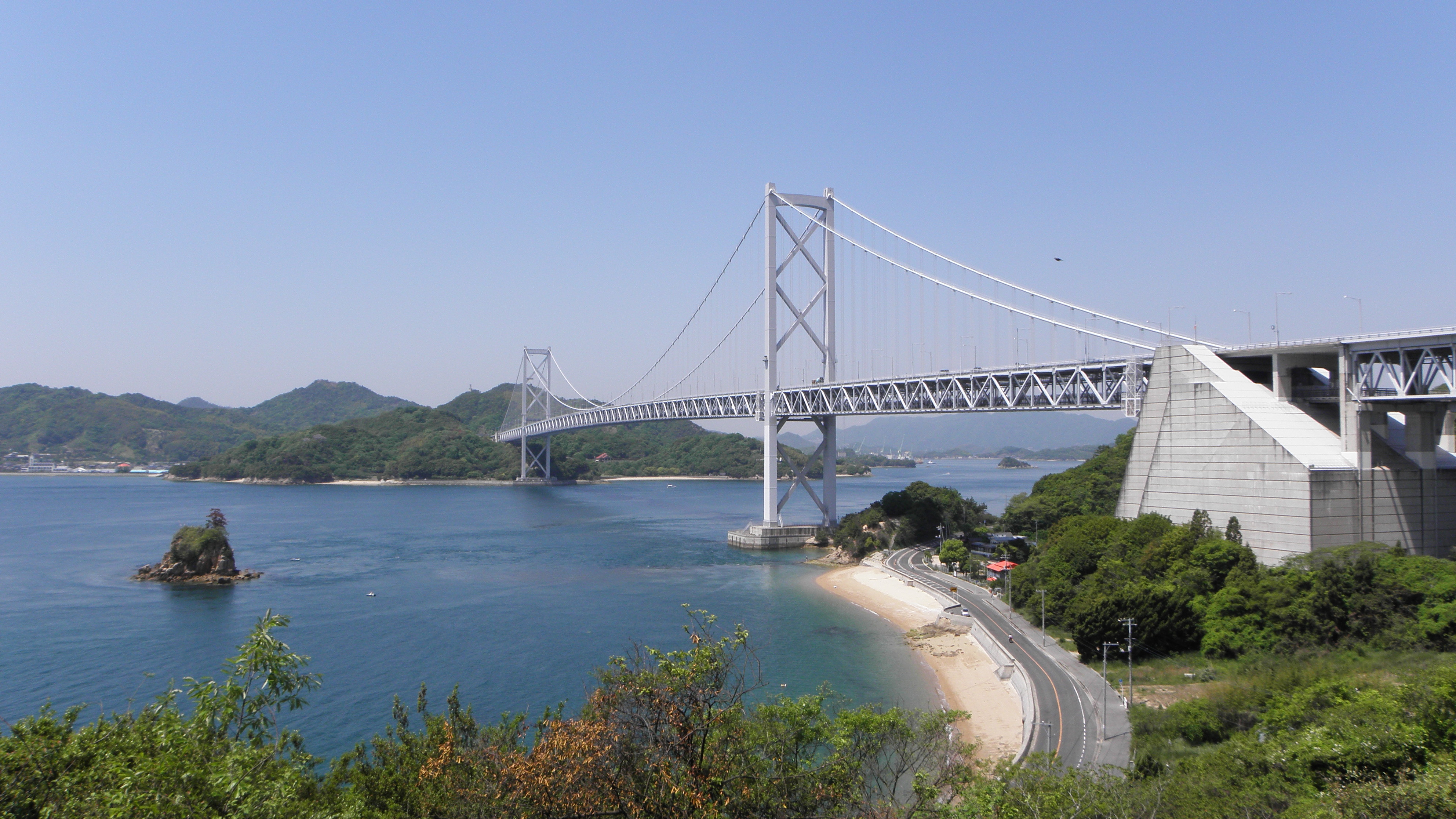
Ponte Innoshima vista a partir de Mukaishima.

A Ponte Innoshima (因岛大桥, Innoshima Ō-hashi) é uma ponte pênsil do Japão que faz parte dos 59 km da auto-estrada Nishi-Seto ligando as ilhas de Honshū e Shikoku. Concluída em 1983, com um dos principais vãos de 770 metros e conecta Mukaishima com Innoshima e Hiroshima, Hiroshima.
O custo de construção da ponte foi de $285 000 000.